# Израелско-палестинска криза (2021)
Дана 6. маја 2021. године, започели су сукоби између палестинских демонстраната и израелске полиције због планиране одлуке Врховног суда Израела у вези са деложацијама Палестинаца у Шеик Јари, суседству источног Јерусалима, што је довело до тога да Хамас лансира ракете на израелске градове. Поклапајући се са празницима Лајлат ал-Кадр и даном Јерусалима, у сукобима је повређено више од 300 људи, углавном палестинских цивила. Напади су наишли на међународну осуду и резултирали одлагањем пресуде Врховног суда за 30 дана док је Авихаи Манделблит, државни тужилац Израела, тежио смањењу тензија.
Протести су започели 6. маја у Шеих Јари. Осмог маја, гомилe су бацале камење на израелску полицију и скандирале „Ударите на Тел Авив” и „у крви ћемо искупити ал-Аксу”. Израелска полиција је 9. маја упала у џамију ал-Акса као одговор на палестинске гомиле које су бацале камење. Као одговор на то, 10. маја Хамас и Исламски џихад започели су испаљивање ракета у Израел. Израел је на ово одговорио ваздушним ударима на Газу.
Од 10. маја убијено је 65 палестинаца, укључујући шеснаесторо деце, а рањено још 335. Према израелским одбрамбеним снагама, најмање петнаест палестинских жртава били су припадници Хамаса, а неке су палестинске ракете убиле. Израел је известио да су палестинске ракете погодиле домове и школу, убивши четири израелска цивила и индијског држављанина који су боравили у земљи и ранивши најмање 70 израелских цивила.